# سقف‌های شیشه‌ای
سقف‌های شیشه ای (به ترکی استانبولی: Cam tavanlar) یک مجموعه تلویزیونی ترکیه‌ای است.

## موضوع
در یک دنیای بیرحمانه، یک رابطه نزدیک بین زن جوانی(Bensu Soral) که زندگی سختی را به تنهایی سپری می‌کند… و یک مرد(Kubilay Aka) که با مشکلات زندگی دست و پنجه نرم می‌کند بوجود می‌آید.

## بازیگران
- کوبیلای اکا (جِم)
- بنسو سورال (لیلا)
- احمد ملیح ییلماز
- hatica aslan